# Los Callejos
Los Callejos (Los Caleyos en asturiano y oficialmente) es una parroquia asturiana del concejo de Llanes. Tiene la categoría de lugar y su superficie es de 2,94 km².

## Geografía
Localizado a los pies del Pico la Jorcada, en la entrada al Valle de Ardisana, limita con las parroquias de Los Carriles, Nueva, Ardisana, La Malatería y Vibaño.
El río Bedón, también conocido como río de Las Cabras al ser originariamente su afluente, atraviesa los alrededores de Los Callejos y desemboca 8 km más adelante, en la conocida Playa de San Antolín. El río tiene una longitud total de 23 km y su curso hace de nexo con otras poblaciones como Meré, Rales o Posada de Llanes. 
Otro de los cursos fluviales cercanos es el río San Miguel, que discurre por Riensena, Mestas y Riocaliente hasta desembocar en el río Bedón a la altura de Puente Nuevo. La capital del concejo se encuentra a 16 km.

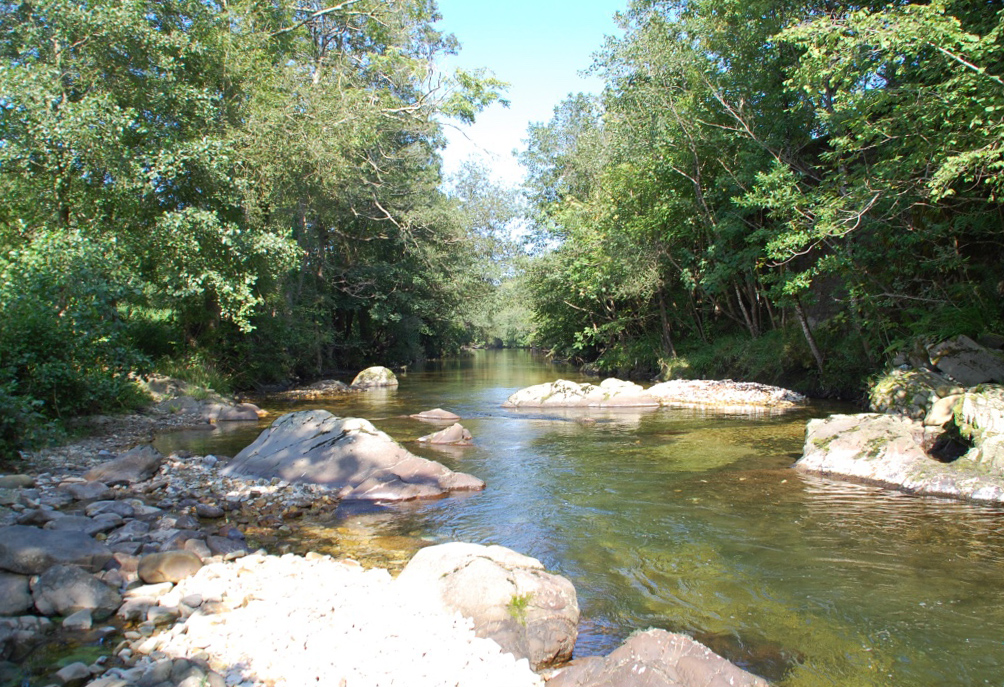
Río Bedón a su paso por Los Caleyos

## Historia
La Guerra Civil dejó huella en Asturias, uno de los escenarios más castigados fue la Sierra del Benzúa, próxima a Los Callejos, en ella se pueden encontrar aún marcas de trincheras que demuestran la dura batalla que se vivió en septiembre de 1937.
A lo largo del siglo XX, la falta de recursos provocó una fuerte emigración en el oriente de Asturias. Los Callejos destaca como uno de los pueblos que más sufrió durante esa época, ya que casi todas las familias cuentan con algún miembro en el extranjero, mayoritariamente en México.

## Demografía
Según los últimos datos recogidos del año 2023, Los Callejos cuenta con una población de 45 habitantes (22 hombres y 23 mujeres).   
Como la mayoría de pueblos del concejo de Llanes, Los Callejos ha sufrido tal descenso de población que existen más viviendas que habitantes. De acuerdo al documento del Plan General de Ordenación, en 2018 se contabilizaron 118 casas y 56 vecinos, siendo una de las proporciones más elevadas del concejo.
   

A continuación, se muestra la evolución demográfica desde el año 2000:   
| Gráfica de evolución demográfica de Los Callejos entre 2000 y 2023      |
|                                                                         |
| Población según padrón municipal de habitantes. Fuente INE (2000-2022). |

### Barrios
El pueblo de Los Callejos está formado por los siguientes barrios:
- Jurcadiellu
- El Naranxu
- La Garita
- La Pumarada
- Mediavilla
- La Cobardera
- L'Acebal
- El Corral
- La Capilla
- La Bolera
- La Aldea
- La Praduca

## Puntos de interés

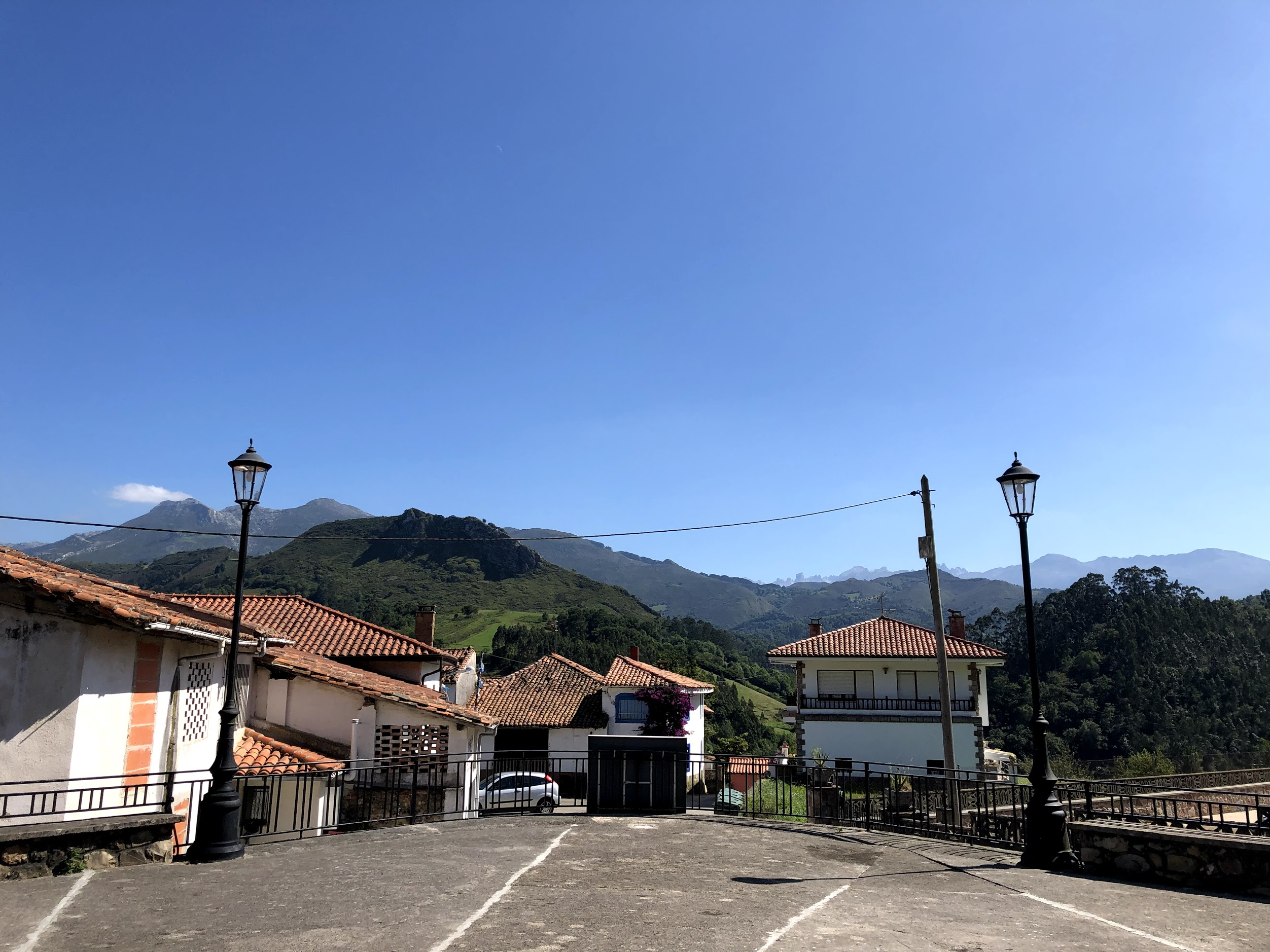
Vista de Los Picos de Europa desde La Capilla de Los Caleyos

En la entrada del pueblo, junto a La Venta los Probes, comienza la ruta del Camín Encantau, que atraviesa los hermosos parajes del Valle de Ardisana y permite descubrir seres de la mitología asturiana, como el Cuélebre o el Nuberu.
Existen otras rutas no tan populares pero más tradicionales, como la subida al pico Benzúa (723 m). Para llegar a la cima es recomendable informarse del estado de los caminos, ya que en determinadas épocas del año puede no ser demasiado accesible. De manera alternativa, se puede subir a la montaña desde el pueblo de Los Carriles, tomando el sendero que sale del Doradiellu.
Desde Los Callejos se puede disfrutar de una de las mejores vistas del Macizo Central de los Picos de Europa y el Pico Urriellu (2519 m), también conocido como Naranjo de Bulnes.

## Fiestas

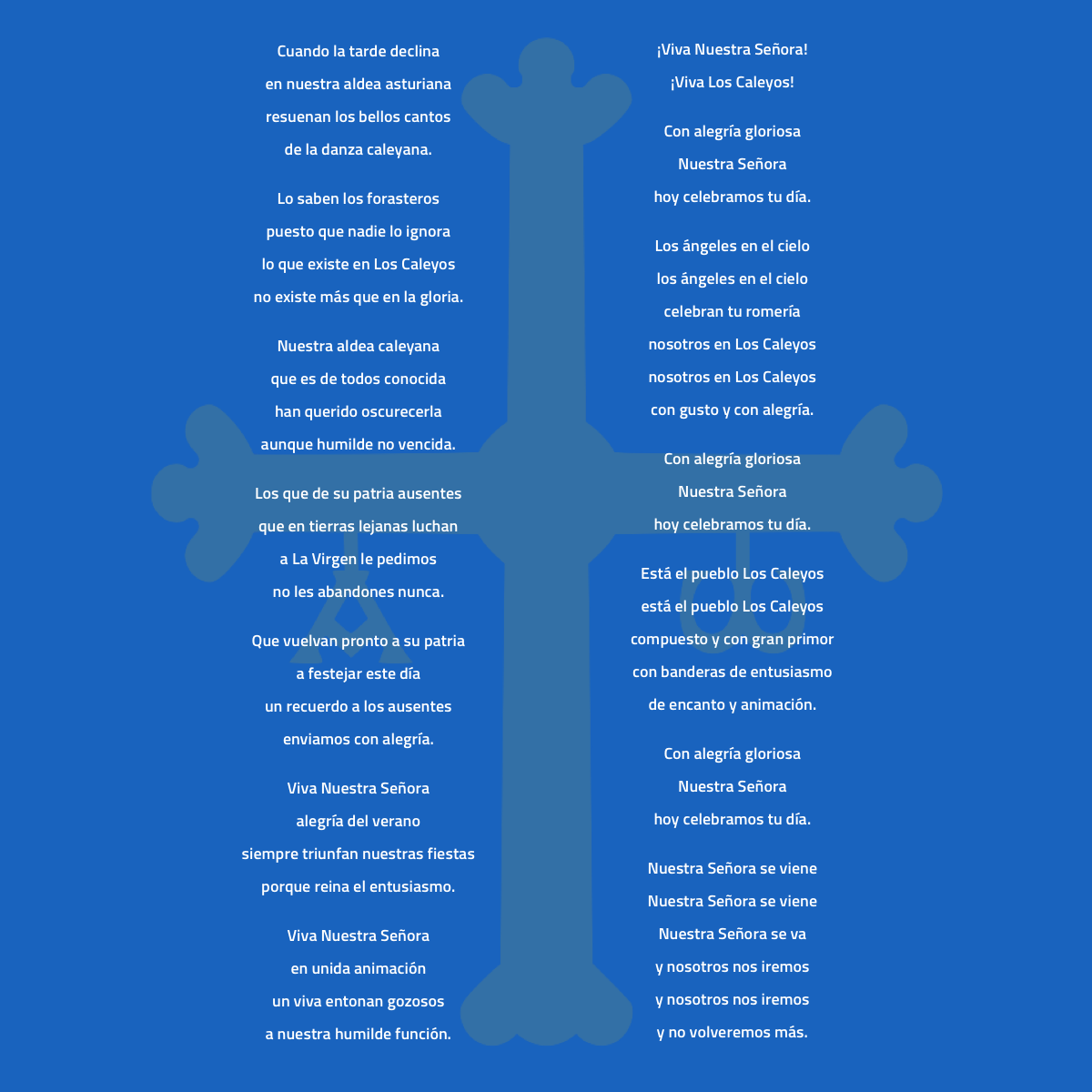
Danza Caleyana

Los Callejos celebra cada 8 de septiembre sus fiestas en honor a Nuestra Señora de Covadonga.
En la actualidad, el 7 de septiembre, La Víspera, se reserva para la popular espicha en la que todos sus vecinos aportan productos artesanos, como la tradicional borona preñada. 
El 8 de septiembre, conocido como Día Grande, se celebra la misa y procesión por las calles del pueblo. Aldeanas, porruanos, gaitas y panderetas toman el protagonismo de esa fecha tan señalada, coincidiendo con el Día de Asturias.    